# Krabbstyrning

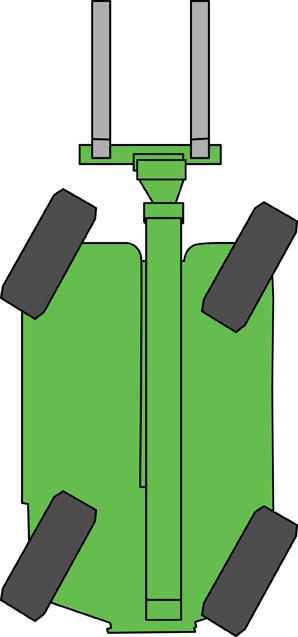
Vid krabbstyrning styr alla hjul åt samma håll.

Krabbstyrning innebär att ett fordon har styrning på alla fyra hjulen, fyrhjulsstyrning.
Alla fyra hjulen kan styra åt samma håll. På så sätt kan fordonet färdas i sidled utan att vinkeln mot målet ändras. Teleskoplastare är ett exempel på en anläggningsmaskin som oftast är utrustad med krabbstyrning.